# Borsteltapaculo
De borsteltapaculo (Merulaxis ater; synoniem: Merulaxis rhinolophus) is een zangvogel uit de familie tapaculo's (Rhinocryptidae).

## Naamgeving
De vogel werd voor het eerst wetenschappelijk beschreven in 1830 door de Franse ornitholoog René Primevère Lesson. Hij noemde deze soort Merulaxis ater naar de donkere kleur van het mannetje, want ater betekent namelijk: zwart of donker.

## Kenmerken

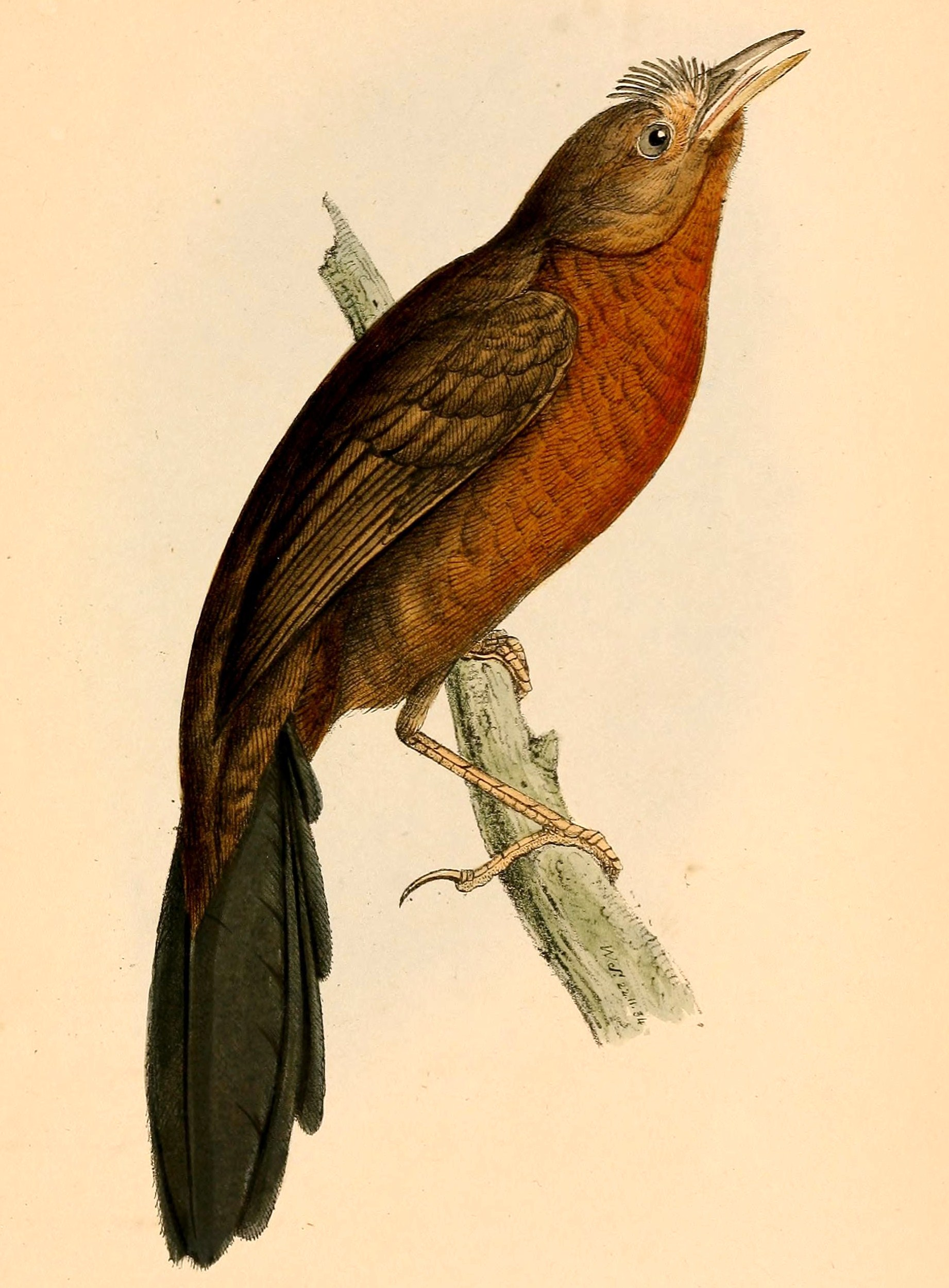
illustratie van het vrouwtje

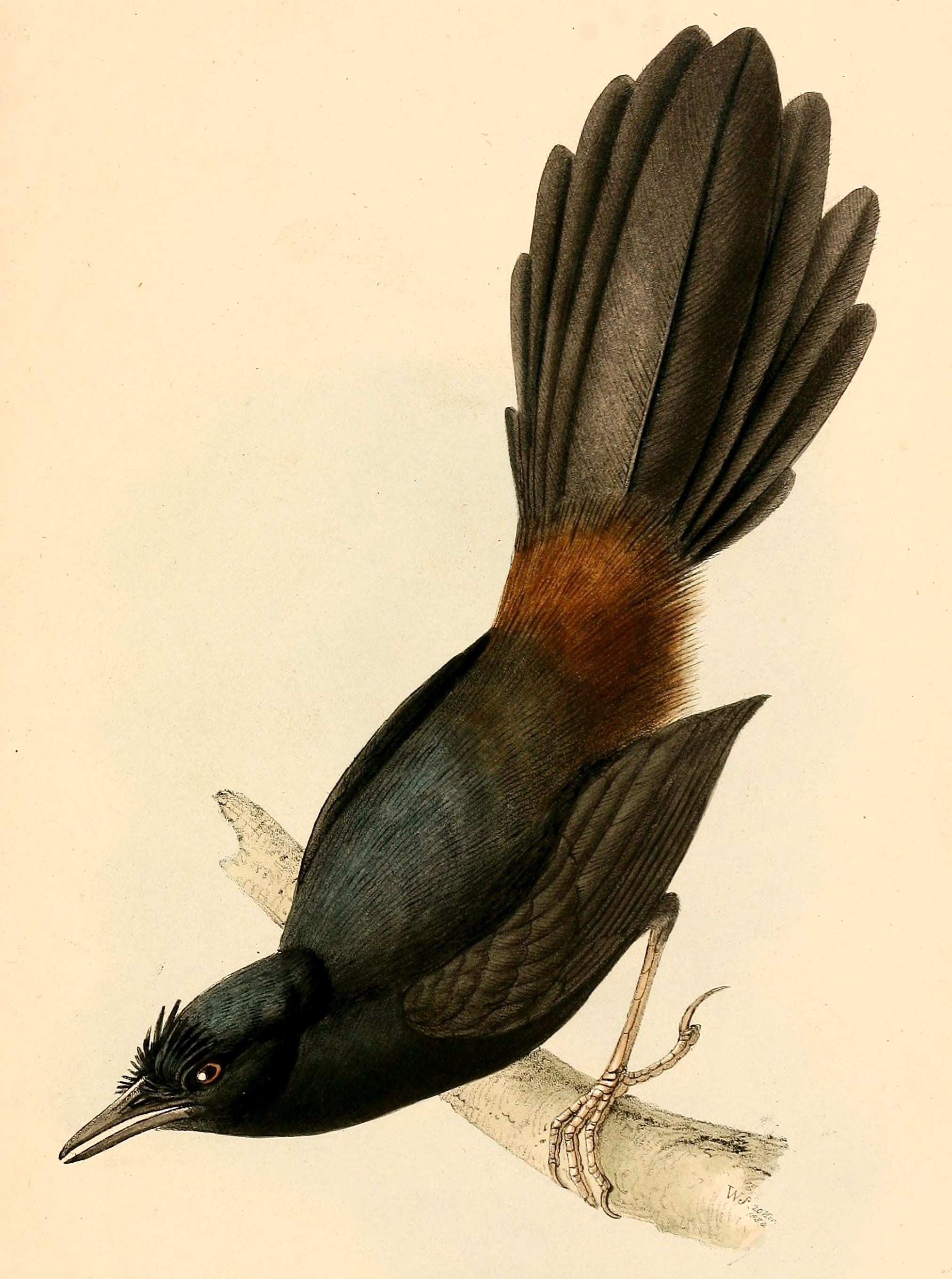

De borsteltapaculo is een kleine zangvogel van circa 17 centimeter groot. De soort vertoont seksuele dimorfie. Het mannetje is zowel van boven als van onder donkerblauwachtig. Het vrouwtje heeft een olijfbruine bovenzijde en een kaneelbruine onderzijde. Beide geslachten hebben een lange staart en roodbruine poten. Verder hebben beide geslachten een toefje veertjes tussen bovensnavel en voorhoofd.

## Verspreiding en leefgebied
Deze vogel is endemisch in Brazilië en komt enkel voor in de staten Bahia, Espírito Santo, Paraná, Rio de Janeiro, Santa Catarina en São Paulo. De natuurlijke habitats zijn subtropische of tropische vochtige laagland- en bergbossen op een hoogte van tussen de 800 en 1800 meter boven zeeniveau in het bioom Atlantisch Woud.

## Voeding
De borsteltapaculo voedt zich met insecten en andere ongewervelden.

## Status
De grootte van de populatie is niet gekwantificeerd maar de soort wordt omschreven als schaars tot plaatselijk vrij algemeen, al wordt deze vogel niet vaak wordt gezien. Op de Rode lijst van de IUCN heeft deze soort de status niet bedreigd.